# Gabriel Roth

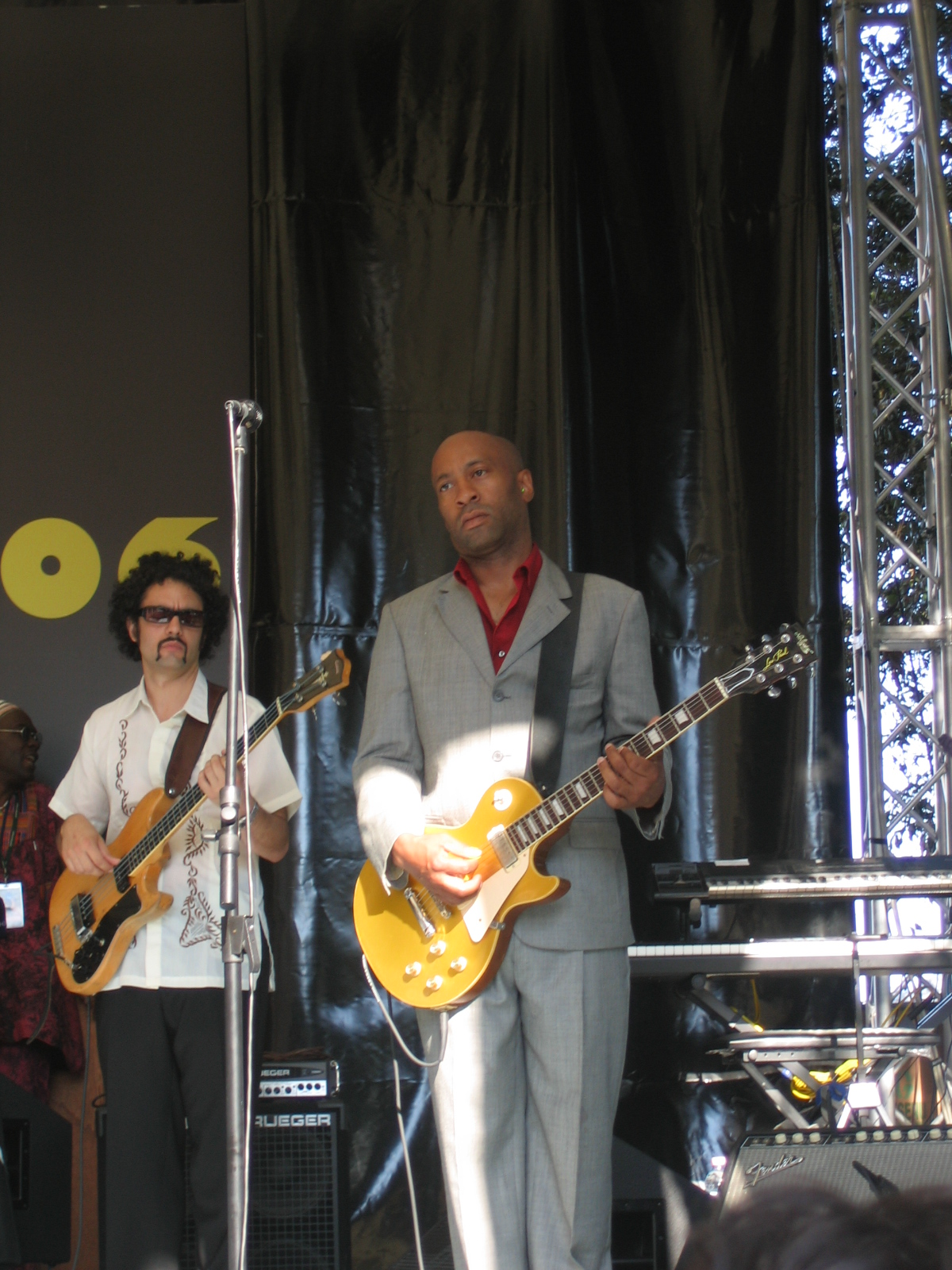
Gabriel Roth und Franklin D. Stribling

Gabriel Roth ist ein US-amerikanischer Musikproduzent, Songwriter, Musiker (Bass, Schlagzeug, Gitarre, Klavier), Bandleader, Labelbetreiber, Arrangeur und Tontechniker. Als Musiker und Produzent benutzt er auch das Pseudonym Bosco Mann. Roth gewann zwei Grammy Awards für seine Aufnahmetechnik.

## Leben
Roth wuchs in Riverside (Kalifornien) auf. Seine Eltern waren beide Rechtsanwälte. Er studierte an der New York University.
Kurz vor seinem Abschluss gründete Roth 1996 zusammen mit Philippe Lehman das Plattenlabel Desco Records, das sich der Wiederbelebung von Soul und Funk verschrieb. Zu den Künstlern bei Desco gehörten zum Beispiel The Sugarman Three des Saxofonisten Neal Sugarman, die Daktaris, Vorläufer von Antibalas, die Mighty Imperials, Sharon Jones, Lee Fields und Naomi Shelton. Descos Hausband waren die Soul Providers, deren Bandleader und Bassist Roth war.
Als Desco 2000 an internen Unstimmigkeiten zerbrach, nahm Roth unter anderem einen Job bei Sony Records an, um seine Schulden zahlen zu können. 2001 machte er sich wieder selbständig. Mit Neal Sugarman gründete er Daptone Records. Die ersten Veröffentlichungen des neuen Labels waren das Debütalbum von Sharon Jones & the Dap-Kings, 2001 in Barcelona aufgenommen, und das dritte Album der Sugarman Three.
Sie mieteten ein Haus in Bushwick, einem der ärmlichsten Viertel von Brooklyn, das sie mit ihren Musikern selbst renovierten. In ihrem analogen Studio entstanden Aufnahmen im Soul-Stil der 1960er und frühen 1970er Jahre. Daptones Hausband, die Dap-Kings, war aus den Soul Providers entstanden, und Roth war nach wie vor der Bandleader, Bassist und Hauptkomponist.
Durch den zunehmenden Erfolg von Sharon Jones wurde die Musikwelt auf die Dap-Kings aufmerksam. Kanye West sampelte Pick It Up, Lay It In the Cut von Sharon Jones & the Dap-Kings für den Song Brand New des Rappers Rhymefest. Die Dap-Kings waren am Soundtrack des Films American Gangster (2007) beteiligt. Und Mark Ronson verpflichtete sie zu den Aufnahmen des Albums Back to Black von Amy Winehouse, mit der sie anschließend auch in den Vereinigten Staaten auftraten. Für diese Zusammenarbeit gewann Roth einen Grammy als Tontechniker und eine Platin-Schallplatte.
Seinen zweiten Grammy gewann Roth für The Road from Memphis von Booker T. Jones (2011), wiederum als Tontechniker.